# Занзибарская рупия
Занзибарская рупия (англ. Zanzibari rupee, араб. روپيه‎) — денежная единица Султаната Занзибар в 1908—1936 годах. 1 рупия = 100 центов.

## История
До введения занзибарской рупии на острове в обращении преимущественно использовалась индийская рупия.
В 1882 году были выпущены первые собственные монеты в риалах: медные в 1 пайс, серебряные в 1⁄4, 1⁄2, 1 и 21⁄1 риалов, золотые в 5 риалов, в 1887 году — 1 пайс. 1 риал = 136 пайсов, 1 рупия = 64 пайса.
В 1908 году начат выпуск банкнот правительства Занзибара в рупиях, в том же году выпущены монеты в центах. Занзибарская рупия находилась в обращении параллельно с индийской рупией, рупией Германской Восточной Африки, восточноафриканской рупией и талером Марии-Терезии.
В 1936 году занзибарская и индийская рупии заменены на восточноафриканский шиллинг в соотношении: 1 рупия = 11⁄2 шиллинга.

## Монеты и банкноты
В 1908 году чеканились бронзовые монеты в 1 и 10 центов и никелевые в 20 центов.
Выпускались банкноты правительства Занзибара в 1, 5, 10, 20, 50, 100 и 500 рупий.